# Loreya nigricans
Loreya nigricans là một loài thực vật có hoa trong họ Mua. Loài này được (Hook. f.) Triana mô tả khoa học đầu tiên năm 1871.